# Клиндух, Афанасий Андронович
Афанасий Андронович Клиндух (5 июля 1903 — 20 апреля 1994) — передовик советского сельского хозяйства, комбайнёр Копанской МТС Ейского района Краснодарского края, Герой Социалистического Труда (1951).

## Биография
Родился в 1903 году в селе Селище, ныне Почепского района Брянской области в русской семье ремесленника. В 1926 году вместе с семьёй переехал в Краснодарский край и поселился в станице Ясенской ныне Ейского района. С 1929 года начал трудовую деятельность в колхозе "Новая жизнь" Ейского района, но вскоре перешёл на работу плотником в Ейское курортное управление. Без отрыва от работы завершил обучение на курсах механизаторов.
С 1933 года стал работать комбайнёром Ейского зерносовхоза, затем трудился на Копанской машинно-тракторной станции. В уборку урожая постоянно добивался высоких результатов. В 1944 году признан лучшим комбайнёром Копанской МТС. В 1950 году в уборочную страду Клиндух сумел достичь наивысшего результата в производстве. За 25 рабочих дней он намолотил комбайном "Сталинец-1" 8428 центнеров зерновых.
За достижения в 1950 году высоких показателей на уборке и обмолоте зерновых культур, Указом Президиума Верховного Совета СССР от 17 июля 1951 года Афанасию Андроновичу Клиндуху было присвоено звание Героя Социалистического Труда с вручением ордена Ленина и золотой медали «Серп и Молот».
В дальнейшем продолжал трудовую деятельность, показывал высокие результаты в труде. В 1952 году был награждён вторым орденом Ленина. После выходна на пенсию проживал в Ейском районе. Воспитал десятерых детей, многие из которых продолжали трудовую деятельность в сельском хозяйстве. Сын Фёдор стал кавалером 4-х орденов Трудовой Славы, работал управляющим отделением №5 колхоза "Родина". 
Умер 20 апреля 1994 года.

## Награды
За трудовые успехи удостоен:
- золотая звезда «Серп и Молот» (17.07.1951),
- два ордена Ленина (17.07.1951, 20.05.1952),
- Медаль «За трудовую доблесть» (16.04.1949, 02.06.1950),
- другие медали.